# Berlandina asbenica
Berlandina asbenica är en spindelart som beskrevs av Denis 1955. Berlandina asbenica ingår i släktet Berlandina och familjen plattbuksspindlar.
Artens utbredningsområde är Niger. Inga underarter finns listade.